# Президенти-Танкреду-Невис
Президенти-Танкреду-Невис (порт. Presidente Tancredo Neves)  —  муниципалитет в Бразилии, входит в штат Баия. Составная часть мезорегиона Юг штата Баия. Входит в экономико-статистический  микрорегион Валенса. Население составляет 20 038 человек на 2006 год. Занимает площадь 414,912 км². Плотность населения — 48,3 чел./км².
Праздник города — 24 февраля.

## История
Город основан в 1989 году.

## Статистика
- Валовой внутренний продукт на 2003 год составляет 63 729 430,00 реалов (данные: Бразильский институт географии и статистики).
- Валовой внутренний продукт на душу населения на 2003 год составляет 3227,30 реалов (данные: Бразильский институт географии и статистики).
- Индекс развития человеческого потенциала на 2000 год составляет 0,605 (данные: Программа развития ООН).